# Bergbaufolgelandschaft Kayna Süd
Bergbaufolgelandschaft Kayna Süd este o arie protejată (arie de protecție specială avifaunistică — SPA) din Germania întinsă pe o suprafață de 222 ha, integral pe uscat.

## Localizare
Centrul sitului Bergbaufolgelandschaft Kayna Süd este situat la coordonatele 51°16′03″N 11°56′45″E / 51.2675°N 11.9458°E.

## Înființare
Situl Bergbaufolgelandschaft Kayna Süd a fost declarat arie de protecție specială avifaunistică în martie 2004 pentru a proteja 53 de specii de animale.

## Biodiversitate
Situată în ecoregiunea continentală, aria protejată nu include niciun habitat protejat.
La baza desemnării sitului se află mai multe specii protejate de  păsări (53): lăcar mare (Acrocephalus arundinaceus), lăcar-de-mlaștină (Acrocephalus palustris), lăcar-de-lac (Acrocephalus scirpaceus), pescăruș albastru (Alcedo atthis), rață lingurar (Anas clypeata), rață mică (Anas crecca crecca), rață fluierătoare (Anas penelope), Anas platyrhynchos platyrhynchos, Anas strepera strepera, gâscă de semănătură (Anser fabalis), fâsă-de-câmp (Anthus campestris), Ardea cinerea cinerea, ciuf de câmp (Asio flammeus), rață-cu-cap-castaniu (Aythya ferina), rața moțată (Aythya fuligula), buhai de baltă (Botaurus stellaris stellaris), Bucephala clangula, șorecarul comun (Buteo buteo), egretă mare (Casmerodius albus albus), erete de stuf (Circus aeruginosus), erete vânăt (Circus cyaneus), lebădă de vară (Cygnus olor), Falco peregrinus peregrinus, vânturel roșu (Falco tinnunculus), Fulica atra atra, becațină comună (Gallinago gallinago), Gavia arctica arctica, cufundar mic (Gavia stellata), Grus grus grus, capîntortură (Jynx torquilla), sfrâncioc roșiatic (Lanius collurio), sfrâncioc mare (Lanius excubitor excubitor), Larus argentatus, pescăruș argintiu (Larus cachinnans), pescăruș sur (Larus canus), pescăruș râzător (Larus ridibundus), ciocârlie de pădure (Lullula arborea), Luscinia svecica cyanecula, Melanitta fusca fusca, ferestraș mic (Mergus albellus), Mergus merganser merganser, prigoare (Merops apiaster), gaia neagră (Milvus migrans), gaia roșie (Milvus milvus), rață cu ciuf (Netta rufina), vultur pescar (Pandion haliaetus), cormoran mare (Phalacrocorax carbo carbo), ploier auriu (Pluvialis apricaria), Podiceps cristatus cristatus, lăstun de mal (Riparia riparia), silvie porumbacă (Sylvia nisoria), Tachybaptus ruficollis ruficollis, nagâț (Vanellus vanellus).